# Niskofrekventno pretpojačalo
Pretpojačalo  služi reprodukciji signala čujnog, tonfrekvencijskog područja. Ima zadaću da vrlo slabe naponske električne signale mikrofona, magnetske zvučnice gramofona ili tonske glave magnetofona uz što niži šum pojača na razinu dostatnu za daljnje pojačanje u pretpojačalu, s tonskim korektorima ili niskofrekventnom pojačalu snage koje treba pobuditi zvučnik na reprodukciju. 
Premda su se pretpojačala do prije nekih dvadesetak godina izvodila pretežno u diskretnoj izvedbi s bipolarnim silicijskim tranzistima, analogna pretpojačala se danas izvode u integriranoj izvedbi s operacijskim pojačalima.

## Niskofrekventno pretpojačalo sa simetričnim ulazom
Niskofrekventna pretpojačala, naročito kada se koriste kao ulazni sklopovi za pojačanje niskih razina električnih signala koje daju mikrofoni s niskom izlaznom električnom impedancijom koriste na svom ulazu niskošumne integrirane krugove u izvedbi operacionih pojačala.
Pretpojačalo za priključak mikrofona s niskom izlaznom impedancijom predviđeno je za priključak mikrofona sa simetičnim izlazom i izvedeno s diferencijalnim pojačalom na ulazu, što je u pogledu potiskivanja elektromagnetskih smetnji daleko kvalitetnije rješenje od asimetričnog priključka mikrofona. Idejno rješenje pojačala ima simetričan ulaz na koji se dovodi električni signal koji je u protufazi u odnosu na referentni potencijal pojačala (masu). Naponsko pojačanje simetičnog ulaza određeno je omjerom električnih otpora R2/R1, a prema prikazanom rješenju ulazni električni otpor bio bi izrazito i nepotrebno velik što se u stvarnoj izvedbi rješava spajanjem otpornika niže vrijednosti električnog otpora paralelno svakom od neinvertirajućih ulaza. Posljednje operacijsko pojačalo u sklopu pretvara simetričan izlazni napon na izlazu prvog i drugog operacijskog pojačala u asimetričan napon prikladan za daljnje pojačanje. Prijenosne karakteristike takva sklopa određene su prijenosnim karakteristikama operacijskog pojačala i jačinom negativne reakcije ostvarenom unutar sklopa.
Prikazanom konstrukcijom pretpojačala, a uz optimalan izbor elektroničkih komponenti, mogu se bez nekih konstrukcijskih poteškoća dosegnuti karakteristike koje udovoljavaju visokokvalitetnoj reprodukciji zvuka.

## Niskofrekventno pretpojačalo s asimetričnim ulazom
Pretpojačalo s asimetričnim ulazom izvodi se u prilikama gdje izvor električnog signala ima asimetričan izlaz i gdje je razina ulaznog električnog signala toliko visoka da se utjecaj elektromagnetskh smetnji može zanemariti (mikrofon s visokom izlaznom impedancijom, linijski ulaz za priključak radija ili magnetofona i sl.). Naponsko pojačanje je u idejnom rješenju određeno otporima {\displaystyle R_{f}} i {\displaystyle R_{g}}:
{\displaystyle {A}={\frac {R_{f}+R_{g}}{R_{g}}}},
a ulazni otpor je određen nazivnom vrijednošću otpornika koji se spaja paralelno ulazu, između neinvertirajućeg ulaza i referentnog potencijala sklopa (mase). Izlazni otpor pretpojačala je vrlo nizak, a pojačanje dovoljno visoko za pobudu izlaznog pojačala snage.

## Niskofrekventno pretpojačalo za miješanje više ulaznih signala
Pretpojačalo za miješanje više ulaznih električnih signala koristi se u uređajima gdje treba zbrojiti više tonskih signala u jedan (različiti uređaji u tonskim studijima, uređaji za ozvučavanje i sl). Pretpojačalo prema idejnom rješenju na slici koristi invertirajuće operacijsko pojačalo gdje je ulazni otpor pojedinog ulaza određen nazivnom vrijednosti otpora {\displaystyle R_{11}}, {\displaystyle R_{12}}, odnosno {\displaystyle R_{13}}, a naponsko pojačanje pojedinog ulaza otporima {\displaystyle R_{2}} i {\displaystyle R_{11}}, {\displaystyle R_{2}} i {\displaystyle R_{12}} te {\displaystyle R_{2}} i {\displaystyle R_{13}}. Na taj je način naponsko pojačanje na primjer prvog ulaza jednako:
{\displaystyle {A_{1}}={\frac {R_{2}+R_{11}}{R_{11}}}}
Pretpojačalo u načelu može zbrojiti ne samo tri, već i znatno veći, praktički neograničen broj tonskih signala.

## Visokokvalitetna reprodukcija zvuka
U potrazi za što vjernijom reprodukcijom zvuka niskofrekventna pojačala su prošla dug razvojni ciklus, od prvih pretpojačala s elektronskim cijevima, preko pretpojačala s bipolarnim i/ili unipolarnim tranzistorima pa sve do pretpojačala koja koriste operaciona pojačala. Premda se danas u profesionalnoj studijskoj tehnici i komercijalnim primjenama koristi digitalni oblik procesiranja električnog tonskog signala, vrhunski ljubitelji visoke vjernosti reprodukcije nerijetko i dalje posižu za tradicionalnim rješenjima kao što su to pretpojačala i pojačala snage s elektronskim cijevima.